# Бугат (сомон)
Бугат (монг. Бугат) – сомон Баян-Улгийського аймаку Монголії, створений у 1959 році. Територія 2,15 тис кв км, населення 3,9 тис. Більшість населення – казахи.Центр Бугат розташований на відстані 5 км. від міста Улгий, та на відстані 1650 км від Улан-Батора. Школа, лікарня, культурні та торговельні центри.

## Рельєф
Річка Кобдо.

## Клімат
Клімат різкоконтинентальний. Середня температура січня -17 градусів, липня + 17, щорічна норма опадів 300 мм.

## Корисні копалини
Родовище вапняку потужністю до 1 млн тонн

## Тваринний світ
Водяться вовки, лисиці, сніжні барси, зайці.

## Адміністративні межі
Бугат межує з сомонами Улаанхус, Цагааннуур, Ногооннуур, Алтанцугц, Толбо, Буянт, Сагсай. Улаанхус, окрім того з сомоном межує центр аймаку місто Улгий.